# حكومة فارس الخوري الثانية
الحكومة السورية التي تشكلت في 9 أبريل 1945، هي الحكومة الحادية والثلاثين في تاريخ سوريا الحديث، والسادسة عشر في عهد الجمهورية السورية الأولى، والثالثة في عهد شكري القوتلي. حصلت خلال إدارتها، العديد من الأمور الهامة، فقد أعلنت الحرب على ألمانيا واليابان ضمن الحرب العالمية الثانية في 26 مارس 1945، وتم التوقيع على ميثاق الأمم المتحدة، وتأسيس جامعة الدول العربية، واندلاع انتفاضة الاستقلال التي أدت إلى استقالة الحكومة بعد قصف دمشق، إثر عودة رئيسها من سان فرانسيسكو حيث كان يترأس الوفد السوري في المؤتمر الذي شكل الأمم المتحدة.

## تشكيلة الحكومة
| الوزير         | الوزارة                                  |
| -------------- | ---------------------------------------- |
| فارس الخوري    | رئيس مجلس الوزراء                        |
| جميل مردم      | وزير الخارجية، وزير الدفاع الوطني        |
| سعيد الغزي     | وزير العدل، ووزير شؤون الإفتاء والأوقاف. |
| صبري العسلي    | وزير الداخلية                            |
| نعيم الإنطاكي  | وزير المالية                             |
| حكمت الحكيم    | وزير الأشغال العامة                      |
| أحمد الشراباتي | وزير المعارف وبالوكالة الاقتصاد الوطني   |

في وقت لاحق تمت إضافة حسن جبارة وزيراً للإعاشة والتموين.
| الترتيب | المنصب           | الصورة    | شاغل المنصب    | الحزب          | الحزب         | في المنصب من        | في المنصب حتى | ملاحظات |
| ------- | ---------------- | --------- | -------------- | -------------- | ------------- | ------------------- | ------------- | ------- |
| –       | رئيس الوزراء     |           | فارس الخوري    | الكتلة الوطنية |               | 14 تشرين الأول 1944 | 30 أيلول 1945 |         |
|         | الخارجية         |           | جميل مردم بك   | الكتلة الوطنية |               | 19 آب 1943          | 23 آب 1945    |         |
|         | الدفاع الوطني    |           | جميل مردم بك   | الكتلة الوطنية |               | 19 آب 1943          | 23 آب 1945    |         |
|         | العدلية          |           | سعيد الغزي     |                |               |                     |               |         |
|         | الإعاشة والتموين |           | سعيد الغزي     |                |               |                     | 21 نيسان 1945 |         |
|         | الإعاشة والتموين | حسن جبارة |                |                | 21 نيسان 1945 |                     |               |         |
|         | المالية          |           | نعيم الأنطاكي  |                |               |                     |               |         |
|         | الداخلية         |           | صبري العسلي    | الكتلة الوطنية |               | 14 آذار 1945        | 23 آب 1945    |         |
|         | المعارف          |           | أحمد الشراباتي | الكتلة الوطنية |               | 14 آذار 1945        | 30 آيلول 1945 |         |
|         | الاقتصاد الوطني  |           | أحمد الشراباتي | الكتلة الوطنية |               |                     |               |         |
|         | الأشغال العامة   |           | حكمت الحكيم    |                |               |                     |               |         |
|         |                  |           |                |                |               |                     |               |         |

## الملاحظات
1. ↑  فراغ الحقل لا يعني بالضرورة أن شاغل المنصب مستقل سياسياً أو غير حزبي، ولكن بسبب عدم توفر المعلومات أو المصادر.